# Popillia sequax
Popillia sequax är en skalbaggsart som beskrevs av Ohaus 1897. Popillia sequax ingår i släktet Popillia och familjen Rutelidae. Inga underarter finns listade i Catalogue of Life.